# Dekan (uhlovodík)
Dekan (CH3[CH2]8CH3) je alkan s deseti atomy uhlíku v molekule. Je jednou ze složek ropy. Za normálních podmínek je to bezbarvá hořlavá kapalina. Stejně jako ostatní alkany je dekan nepolární a není rozpustný v polárních rozpouštědlech. Jeho povrchové napětí má hodnotu 0,023 8 N·m−1.
Izomery dekanu, tj. nasycené uhlovodíky s 10 atomy uhlíku (C10H22) se někdy nazývají souhrnným názvem dekany. Existuje jich celkem 75.

## Reakce
Dekan je vysoce hořlavý:
2 C10H22 + 31 O2 → 20 CO2 + 22 H2O
Při nedostatku kyslíku hoří za vzniku oxidu uhelnatého:
2 C10H22 + 21 O2 → 20 CO + 22 H2O